# 俄亥俄大学
俄亥俄大學（英語：Ohio University）是一所美國公立研究型大學，位于美國俄亥俄州雅典市，俄亥俄大学系统成员。俄亥俄大學创建于1804年。是俄亥俄州最古老的大學，也是美國第十老的公立大學，迄今已有200多年的歷史。俄亥俄大學雅典市主校區面积约为750英畝，而總校園面积共超過1,800英畝。截至2020年，該大學在雅典市主校區的人數超過20,000人，而全校學生總數超過33,000人(包括主校區和其他副校區)，學生主要來自美國大西洋岸和中西部。俄亥俄大學有1600多名國際學生，来自100多个國家。
該大學的學術質量和價值被《美國新聞與世界報導》和《財富》雜誌評為美國前100所最物超所值大學。俄亥俄州大學有超過11個學院和研究中心並提供250多個本科課程。在研究生方面，許多主要學術部門皆授予碩士與博士學位。俄亥俄大學一直被《美國新聞與世界報導》評為「最佳美國大學」的公立大學。俄亥俄大學被卡內基教學促進基金會列為一級研究型大學。

## 歷史
俄亥俄大学是俄亥俄州根據《國會法案》特許的第一所大學，於1787年被聯邦國會特許，隨後於1802年被批准使用該土地，並於1804年獲得該州的批准成立。它是俄亥俄州第一所公立大学，是也美國西北地区最古老大学。該大學最初由 Manasseh Cutler (卡特勒) 與革命戰爭名將 Rufus Putnam (普特南) 一起創立，普特南還是俄亥俄大學的第一位董事。 學校內的普特南大廳就是以他的名字命名。

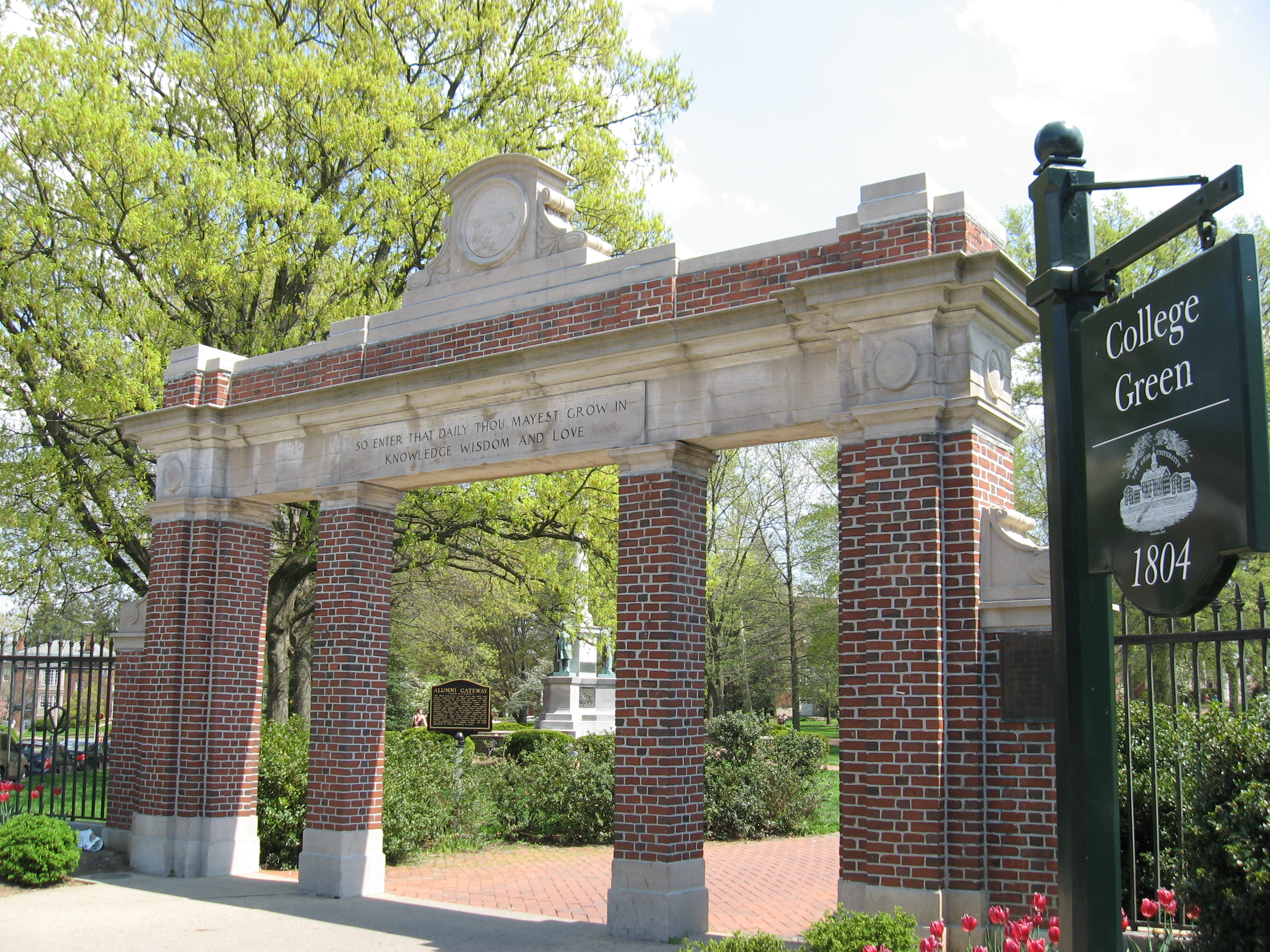
俄亥俄大學校園正門

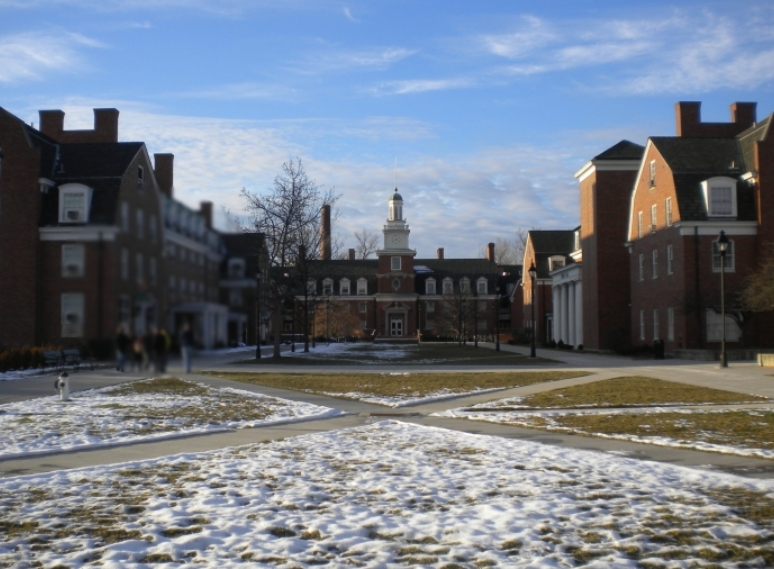
俄亥俄大學西校園綠地

在20世紀，俄亥俄大学的學生人數，學術活動和研究設施急劇增長。在1955年至1970年之間，大學入學人數增加了兩倍多（從7,000增至20,000）。在這個時代，校園不斷擴大，在兩個新的住宿學院綠地上建造了25個新宿舍，並配備了廣播和電視台，研究和教室設施，以及一個可容納13,000個座位的室内運動場（會議中心）。
1964年，美國總統約翰遜（Johnson）首次在校园内的绿地（College Green）上公開提及了他的大社會倡議，使該大學在美國乃至國際上都有了知名度。
1975年，俄亥俄大学建立了自己的醫學院 - Heritage 骨科醫學院。 Heritage 是該州唯一授予D.O.學位的醫學院。 2011年，該學院獲得了有史以來美國最大的私立醫學院捐贈。
迄今，俄亥俄大学大約有240,000名校友，包括州長，參議員，太空人和媒體名人也位列其中。俄亥俄大学被卡內基教學促進基金會命名為博士/高研究活動的研究型大学。俄亥俄大學的圖書館有超過400萬本裝訂的書籍。
每年雅典市的萬聖節活動是美國最盛大的萬聖節活動之一，有來自各地的人士前來共襄盛舉，眾人在服裝造型上無不爭相的絞盡腦汁，有各式各樣的奇怪精靈、鬼怪，也有人打扮女巫、法師、惡魔、卡通人物、異形、天使等等，這項活動在美國中部頗具盛名。

## 校園
俄亥俄大學坐落於阿巴拉契山下美麗溫馨的雅典市，是一個大學城，主校區佔地约为750英畝，俯瞰著霍金河，距離俄亥俄州政府哥倫布市大約120公里。這裡的氣候四季分明，夏天炎熱，冬季會降雪，在秋天時還會見到滿山滿谷飄落的楓葉。加上充滿綠意人文的環境，此區的特色除了具歷史性之外，並擁有豐富的社交文化活動，是所歷史悠久、充滿詩意的大學城。校園建築大多具有新英格蘭和美國早期聯邦主義主題風格, 很多都是在杰斐遜（Jefferson）總統任職期間建造的。 校園的建設始於1812年，當時該大學的最主要建築 Manasseh Cutler Hall 剛建立起來，這是一座註冊的美國國家歷史建築，是在白宮完成後的20年建成。

## 學院
俄亥俄大學設有11個學院，包括：文理學院（College of Arts and Sciences)，商學院（College of Business），藝術學院（College of Fine Arts），衛生與健康科學學院（College of Health Sciences and Professions），榮譽學院（Honors Tutorial Colleg），巴頓教育學院（Patton College of Education and Human Services），拉斯工程學院（Russ College of Engineering and Technology），斯克里普斯傳播學院（Scripps College of Communication），領導與公共事務學院（School of Leadership and Public Affairs），研究所學院（Graduate College），骨科醫學院（Heritage College of Osteopathic Medicine）

## 排名
| 綜合排名              | 綜合排名  |
| 全球名次              | 全球名次  |
| --------------------- | --------- |
| 《ARWU》主排名        | 701-800   |
| 《QS》主排名          | 1001-1200 |
| 《泰晤士》主排名      | 601-800   |
| 《美國新聞》全球版    | 796       |
| 全国名次              |           |
| 《華爾街》/《泰晤士》 | 401-500   |
| 《美國新聞》本地版    | 179       |
| 《華盛頓月刊》        | 231       |

| Business         | 143 |
| Computer Science | 154 |
| Engineering      | 147 |
| Nursing          | 183 |

| Audiology                           | 46       |
| Biological Sciences                 | 190      |
| Business                            | Unranked |
| Chemistry                           | 122      |
| Clinical Psychology                 | 88       |
| Computer Science                    | 119      |
| Education                           | 125      |
| Engineering                         | 138      |
| English                             | 108      |
| Fine Arts                           | 32       |
| History                             | 113      |
| Mathematics                         | 108      |
| Medicine: Primary Care              | 93–123   |
| Medicine: Research                  | 93–123   |
| Nursing: Master's                   | Unranked |
| Nursing: Doctor of Nursing Practice | Unranked |
| Physical Therapy                    | 57       |
| Physics                             | 91       |
| Psychology                          | 98       |
| Public Affairs                      | 64       |
| Rehabilitation Counseling           | 32       |
| Social Work                         | 96       |
| Speech-Language Pathology           | 45       |

| Physics | 621 |

## 校隊
俄亥俄大學的運動隊被稱為山貓隊 (Bobcats)，是為中美国聯盟的成員，參加第一級的美國大學體育協會（NCAA）。直到2019賽季，俄亥俄大學美式足球隊進入了13次季后賽，而男子籃球隊共進入了13次 NCAA男子第一級全國總決賽。